# Naționalism de stânga
Naționalismul de stânga sau naționalismul stângist este o formă de naționalism care se bazează pe autodeterminarea națională, suveranitatea populară și pe poziții politice de stânga, precum egalitatea socială. Naționalismul de stânga include, de asemenea, și antiimperialismul și mișcările de eliberare națională. Naționalismul de stânga este adesea în contrast cu politica de dreapta și naționalismul de dreapta.